# フランシス・ジャンソン
フランシス・ジャンソン（Francis Jeanson、1922年7月7日 - 2009年8月1日）は、フランスの哲学者である。アルジェリア解放組織「ジャンソン機関」の創設者。

## 略歴
- ジロンド県ボルドーに生まれる[1]。
- 哲学教授を目指すも、病弱のため試験を諦める。
- サルトル主宰の『レ・タン・モデルヌ』に寄稿[2]。
- バーゼル大学教授のアルベール・ベガン（フランス語版）が1951年に創刊したスイユ社初のペーパーバック版「永遠の作家（Ecrivains de toujours）」叢書の編集長を務める[2]。
- 1952年に、カミュ＝サルトル論争の発端となる論文「アルベール・カミュ あるいは反抗心」を発表[3]。
- 1955年に永遠の作家叢書にサルトル論を上梓して、サルトルから激賞を受ける。
- アルジェリア戦争時、民族解放戦線（FLN）を支援し、フランス軍兵士の脱走を助ける非合法組織「ジャンソン機関」（Réseau Jeanson）を創設する[4]。「ジャンソン機関」の存在が発覚して、ジャンソンはフランス国外に逃亡する。1960年に被告人欠席のまま、ジャンソンは有罪判決を受ける[5][6]。だが、アルジェリア戦争が終結するや、ジャンソンは堂々とフランスに帰国し、フランス政府を困惑させる。そこでフランス政府はいったんジャンソンを逮捕したが、1966年に恩赦により釈放した[5]。
- 以後、ジャン＝リュック・ゴダール監督制作の映画『中国女』に、「ジャンソン機関」を結成した本人として出演するなど、映画や演劇で活躍した[6]。
- さらに社会活動、次いで政治活動を開始し、1992年には、ボスニア人の協力の下、サラエボ連合の議長になり[5]、1994年には欧州議会議員選挙に立候補した[5][6]。
- 2000年代においても、精力的に執筆を続け、サルトル論も上梓していた。
- 2009年8月1日、ジロンド県アレスにて87歳で死去[1]。

## 思想
- 通常彼はサルトル哲学の解説者として知られている。勿論サルトルの解説者としての彼は、1955年に発行された『サルトル自身によるサルトル』（Sartre par lui-même）によってその立場は現在でも揺るぎないものである。だが、彼の思想はサルトルに留まらず、独自の現象学に対する思想もあり、評価されている。その思想は『現象学の課題』（La Phénoménologie）にも大きく現れている。

- ジャンソンによるサルトルの文学読解は、サルトル哲学の応用による文学というものであり、この解釈は60年代から現在に至るまで主流を占めてきた。サルトルの文学作品が時おりイデオロギー的であると言われるが、それはその様なジャンソンの解釈が大きく影響していると言えよう。近年になって、サルトルの文学作品をサルトル哲学的視点（つまりジャンソン的解釈）から離れて見ようという試みも注目を浴びている。

- 日本でも名高いカミュ＝サルトル論争の嚆矢を放ったのがジャンソンであった。『レ・タン・モデルヌ』誌上で、カミュの『反抗的人間』（L'Homme révolté）を厳密な論理をもって徹底的に攻撃したその論文はカミュを激昂させた。

## 著書（邦訳）
- 『現象学の課題』（La Phénoménologie）木田元訳、せりか書房、1967年
- 『サルトル』（Sartre par lui-même）伊吹武彦訳、人文書院（永遠の作家叢書）1957年
- 『もう一人のサルトル』（Sartre）海老坂武訳、晶文社、1971年
- 『ボーヴォワールあるいは生きる試み』（Simone de Beauvoir ou l'entreprise de vivre）平岡篤頼・井上登訳、人文書院、1971年
- 『ジャンソン評論集 - 無限の瞞着のなかから』朝比奈誼訳、二見書房、1972年
- 『伝記サルトル - 実生活におけるサルトル』（Sartre dans sa vie : biographie）権寧訳、筑摩書房、1976年